# Silent Scope 3
Silent Scope 3 è un videogioco sparatutto su rotaia sviluppato e pubblicato da Konami, terzo capitolo dell'omonima serie.

## Trama
Il gioco inizia con Falcon che fa irruzione in un porto dove si svolgeva un traffico di droga. Affronta di nuovo Cobra. Falcon sta lavorando con il colonnello Robert poiché dei terroristi avevano rapito un ricercatore che si occupava di clonazione, il Dr. Scott, e sperano di usare la clonazione per effettuare un piano di genocidio. L'obiettivo di Falcon è di distruggere le cellule terroristiche. Egli si dirige prima in un laboratorio di ricerca per salvare gli ostaggi che lavorano insieme al Dr. Scott e combatte un assassino volante chiamato Mosquito. I terroristi tentano di riprendere le armi che erano state sequestrate al porto in mare aperto, ma Falcon interviene e abbatte un aereo armato pilotato da Smith.
Poi si infiltra in un casino fronteggiato dai terroristi per operazioni in contanti. Falcon deve anche combattere contro il proprietario del casino, Shaker. I terroristi poi provano a far saltare una diga insieme ad un mercenario chiamato Bull. Il colonnello Robert nota anche i profitti fatti dal petrolio, che terroristi stavano trivellando. Falcon interrompe l'operazione e combatte un altro cecchino chiamato Ray. Le armi che sarebbero state esportate furono prodotte in una industria ferriera che era stata presa dalla banda di terroristi. Il cecchino si infiltra e conquista l'industria poi combatte un assassino armato di lanciarazzi chiamato Charly. Finalmente, nella base nemica, Falcon si infiltra e combatte le guardie e prova a trovare il dottore rapito. Poi incontra il grande capo, il criminale lo informa che Dr. Scott è servito al suo scopo e non era più affidabile.
Il grande capo imposta la base per auto-distruggersi e invia il suo assassino più veloce, The Stinger, per fermare Falcon. Dopo la battaglia, Falcon insegue il grande capo in una base di lancio e deve fermarlo prima che scappi. Alla fine dei crediti, se il giocatore completa il gioco senza continuare, il colonnello Robert si congratula Falcon per il successo della missione.
Falcon viene a sapere che il Dr. Scott è nel laboratorio di Robert e sta completando il progetto sulle armi cloniche. Il colonnello è il vero cattivo dietro l'organizzazione terroristica, ammise la verità che quando il dottore era stato rapito, il governo aveva iniziato un'indagine e si fece avanti per neutralizzare la minaccia come ufficiale comandante. Ora che il governo crede che la minaccia sia stata eliminata, Robert potrebbe liberamente progettare il dominio del mondo. Arrabbiato per essere stato usato, Falcon ha un ultimo duello con il colonnello.

## Modalità di gioco
Come nei precedenti giochi della serie, si controlla un lungo fucile di precisione. Una caratteristica piuttosto nota di Silent Scope 3 è che non dispone di un controller pistola ottica. Anche la versione arcade di Silent Scope EX, è inclusa nel gioco.
Il principale obiettivo è di avanzare continuamente in differenti aree come il tetto di un edificio e impostare un punto specifico di osservazione. E da questo punto di osservazione bisogna eliminare silenziosamente i vari nemici che appaiono nel mirino. C'è un limite di tempo costante, e uccidendo nemici si ottiene altro tempo. Dopo che la prima missione è stata completata, si ha la libertà di scegliere una missione alternativa a questa, ma è necessario completarla in moda da finire il gioco. Sono disponibili differenti livelli di precisione, in cui è concesso al giocatore puntare o meno un nemico. R1 e L2 possono inoltre essere utili per cambiare il proprio punto di vista.